# Beawar
Beawar är en stad i delstaten Rajasthan i nordvästra Indien. Den ligger i distriktet Ajmer och hade cirka 150 000 invånare vid folkräkningen 2011. Staden grundades 1836 som en garnisonsstad. 